# الخیر المحض
الخیر المحض، یا الایضاح فی خیر المحض تلخیص و اقتباسی به زبان عربی از مبادی الهیات پروکلس است که در سنت اسلامی اشتباهاً به ارسطو نسبت داده شده‌است. نسخهٔ یونانی‌ای از این کتاب در دست نیست و بنابراین برخی محققان مانند بدوی معتقدند این کتاب در اصل به عربی تألیف شده‌است. ابن‌ندیم از کتابی به عنوان الخیر الاول هم نام می‌برد که به عقیدهٔ برخی همین کتاب است. این کتاب در کنار دیگر کتاب منسوب به ارسطو، اثولوجیا، از منابع عقاید نوافلاطونی در فلسفهٔ اسلامی بوده‌است و ترجمهٔ لاتین آن به نام کتاب علل (Liber de Causis) در اروپا رواج داشته‌است. اولین کسی که پی برد این کتاب از ارسطو نیست بلکه تلخیصی است از مبادی الهیات توماس آکویناس بود.

## پانوشت‌ها
1. ↑  امیرحسین ساکت‌اف. «الخیر المحض». مرکز دایرةالمعارف بزرگ اسلامی.
2. ↑  Richard C. Taylor: "The Kalām fī maḥḍ al-khair (Liber de causis) in the Islamic Philosophical Milieu" in: Jill Kraye and others (eds.): Pseudo-Aristotle in the Middle Ages, Warburg Institute, London 1986, ISBN 0-85481-065-X, S. 37–52.